# Петър Трендафилов (политик)
 Тази статия е за политика.  За тенисиста вижте Петър Трендафилов (тенисист).  
Петър Трендафилов е български политик от Българския земеделски народен съюз.

## Биография
Роден е в 1893 година в селско семейство в Босилеград, което се изселва в Горна Джумая. Завършва история и география в Софийския университет и работи като учител в гимназията „Св. св. Кирил и Методий“ в Горна Джумая. Трендафилов се занимава активно с политическа дейност и е сред основателите на горноджумайска околийска земеделска дружба в 1918 година. В 1922 година е избран за председател на окръжното ръководство на БЗНС и е член на Управителния съвет и на Върховния съюзен съвет на партията. В началото на 1923 година става директор на Районния земеделски синдикат. Подкрепя единодействието между БЗНС и БКП. Участва активно в конфликта на БЗНС с Вътрешната македонска революционна организация (ВМРО).
Арестуван е от дейци на ВМРО на 8 юни 1923 г., в навечерието на Деветоюнския преврат, и е убит заедно с Христо Ценин на пътя за село Покровник.